# Wilkiea angustifolia
Wilkiea angustifolia är en tvåhjärtbladig växtart som först beskrevs av Jacob Whitman Bailey, och fick sitt nu gällande namn av Janet Russell Perkins. Wilkiea angustifolia ingår i släktet Wilkiea och familjen Monimiaceae. Inga underarter finns listade i Catalogue of Life.